# Acokanthera abyssinica
Acokanthera abyssinica, cunoscută sub numele de Acokanthera schimperi este o plantă medicinală originară din Africa.